# Иллингворт, Лесли Гилберт
Лесли Гилберт Иллингворт (англ. Leslie Gilbert Illingworth, родился 2 сентября 1902 года в Барри, Великобритания — умер 20 декабря 1979 года в Гастингсе, Великобритания) — известный британский мастер политической карикатуры. Много лет сотрудничал с ежедневной газетой Daily Mail и сатирическим журналом «Панч». Рисовал карикатуры на многих политических лидеров. В том числе на Иосифа Сталина, Адольфа Гитлера, Никиту Хрущёва и других.

### Ранний период
Иллингворт родился в 1902 году в городке Барри, расположенном в долине Гламорган в Уэльсе в семье Фредерика и Хелен МакГрегор Иллингворт. Его отец, который происходил из Йоркшира, трудился клерком в инженерном отделе компании Barry Railway & Docks, а мать работала учительницей. В детстве Иллингворт посещал церковную школу Святого Атана. Затем благодаря способностям сумел выиграть стипендию для обучения в местной гимназии в Барри. Ещё во время учёбы он нашёл работу в отделе иллюстраций валлийской газеты Western Mail. Важную роль в этом сыграл отец Лесли Гилберта, который был постоянным партнёром при игре в гольф руководителя издания сэра Роберта Уэббера.

### Карьера карикатуриста
Работая в Кардиффе в газете Western Mail, Иллингворт одновременно учился в Кардиффской школе искусств, где также благодаря талантам и высоким оценкам смог получить стипендию. Первые рисунки художник опубликовал в издании Football Express, ещё не окончив колледж. А вскоре Иллингворт стал постоянным автором газеты Western Mail, где стал заместителем знаменитого политического карикатуриста Джозефа Стэйнифорта.
В 1920 году Иллингворт смог получить ещё одну стипендию. На этот раз в Королевском колледже искусств в Лондоне. Он переехал в столицу, но через несколько месяцев, получив известие о смерти Стэйнифорта, вернулся в Кардифф, где ему и предложили должность главного политического карикатуриста в Western Mail. Однако Иллингворт смог договориться с издателями, что продолжит обучение в Лондоне, сохраняя работу в газете. И через три недели он снова переехал в столицу.
В Лондоне Иллингворт смог получать регулярные заказы на сатирические рисунки от разных изданий. Тогда он договорился с главным редактором Western Mail Оуэном Эйвсом, что станет внештатным сотрудником. В 1927 году художник впервые опубликовал карикатуру в популярном сатирическом журнале «Панч». В последующие годы Иллингворт стал регулярным автором этого издания.
Вскоре Иллингворт отправился в путешествие в Соединённые Штаты Америки, а затем продолжил обучение художественному мастерству в Берлине и Париже. Во Франции он учился в частной Академии Жюлиана. После возвращении в Великобританию Иллингворт оказался весьма востребован и начал работать как свободный художник. Причём он рисовал не только политические карикатуры, но и рекламные материалы. В частности, он работал для оформления рекламных материалов фирм Winsor & Newton и Grey’s Cigarettes.
В 1938 году из Daily Mail, одной из самых популярных британских газет, ушёл на штатный карикатурист Перси Файрон. Издатели объявили конкурс на замещение вакантной должности. Иллингворт подал заявку на вакансию и отправил несколько рисунков. Однако он предпочёл подписать свои работы псевдонимом, так как полагал, что сотрудники Daily Mail могут предвзято к нему относиться. Его карикатуры очень понравились редакторам газеты. Правда, контракт с художником был подписан только в ноябре 1939 года.
Иллингворт был главным политическим карикатуристом Daily Mail в течение всех лет Второй мировой войны. Художник откликался в своих работах на все главные события и его рисунки публиковались почти ежедневно.
В 1945 году скончался Джон Бернард Пэртридж, ведущий карикатурист журнала «Панч». Издатели предложили Иллингворту занять вакантную должность и стать заместителем главного карикатуриста издания Эрнеста Ховарда Шепарда. В итоге в 1948 году Иллингворт стал членом редакции журнала «Панч». Его регулярно приглашали на обсуждение плана грядущего номера. Нередко от Иллинворта требовалось не самостоятельно придумать карикатуру на злободневную тему, а нарисовать картинку придуманного другими сотрудниками сюжета. Возможно поэтому Иллингворт так и не покинул Daily Mail, а в журнале «Панч» часто уступал право создать иллюстрацию другому художнику — Норману Мэнсбриджу.
Иллингворт трудился в должности главного карикатуриста в Daily Mail до 1969 года. На страницах этой газеты он опубликовал тысячи политических карикатур. Позднее он некоторое время работал в таблоиде The Sun, вместе с карикатуристом Полом Ригби, а с 1974 начал сотрудничать с ежедневным изданием News of the World. В обеих газетах Иллингворт должен был почти ежедневно рисовать карикатуру на актуальную политическую тему.

### Награды и признание
- В 1962 году Лесли Гилберт Иллингворт был признан карикатуристом года Клубом карикатуристов Великобритании[англ.]. А в 1966 году художник стал одним из основателей Британской ассоциации карикатуристов и был избран первым президентом этой организации.
- В 1963 году Иллингворта, который к тому времени был очень известен в Великобритании, пригласили в популярную развлекательную программу BBC Radio 4 — «Desert Island Discs[англ.]»[2].
- В 2009 году Иллингворт в числе десяти самых знаменитых уроженцев города Барри, был удостоен специального мемориального знака — синей таблички[3].
- В 2009 году публицист Тимоти Бенсон опубликовал книгу, посвящённую творчеству карикатуриста: Illingworth:Political Cartoons from the Daily Mail 1939—1969.